# Brotogeris versicolurus
Brotogeris versicolurus là một loài chim trong họ Psittacidae.